# Erika Weinzierlová
Erika Weinzierl, rozená Fischer (6. června 1925, Vídeň – 28. října 2014), byla rakouská historička.

## Životopis
Erika Weinzierlová studovala v letech 1945 až 1948 na vídeňské univerzitě historii a absolvovala také kurz na Institutu für Österreichische Geschichtsforschung. V roce 1949 se provdala za experimentálního fyzika Petera Weinzierla († 1996). Historik Michael Weinzierl (1950-2002) byl jejím synem.
V letech 1948–1964 byla archivářkou v rakouském státním archivu ve Vídni. Habilitovala v roce 1961. V letech 1964 až 1992 byla zaměstnána v Institutu pro církevní dějiny v Salcburku. Od roku 1967 působila jako profesorka salcburské univerzity. Od roku 1977 byla vedoucí Ludwig-Boltzmann-Institutu. V roce 1977 se stala nástupcem Ludwiga Jedlicky na vídeňské univerzitě; v roce 1995 zde získala emeritní profesuru. Jejím nástupcem se stal Gerhard Botz.
V roce 1995 vstoupila do ÖVP a spolupracovala na jejím programu.

## Ocenění
- 1994: Cena města Vídně za humanitní vědy
- 1998: Cena Wilhelma Hartela
- 2000: Preis der Stadt Wien für Volksbildung
- 2002: Ehrenring der Stadt Wien[2]

## Dílo
- Geschichte des Benediktinerklosters Millstatt in Kärnten. Archiv für vaterländische Geschichte und Topographie, svazek 33. Verlag des Geschichtsvereines für Kärnten, Klagenfurt, 1951. (bez ISBN)
- Die österreichischen Konkordate von 1855 und 1933. 1960.
- Österreich, Zeitgeschichte in Bildern. Innsbruck, Vídeň, Mnichov 1968, 1970 a 1975.
- Zu wenig Gerechte. Österreicher und Judenverfolgung 1938-1945. Graz, Vídeň, Kolín 1969, 1985 1986 a 1997.
- Österreich 1918-38. 1984.
- Prüfstand : Österreichs Katholiken und der Nationalsozialismus, Mödling : Verl. St. Gabriel, 1988
- Vertreibung und Neubeginn. Israelische Bürger österreichischer Herkunft. Vídeň-Kolín-Výmar 1992 (s Ottou Kulkou).